# 1988년 동계 올림픽 칠레 선수단
1988년 동계 올림픽 칠레 선수단은 캐나다 캘거리에서 개최된 1988년 동계 올림픽에 참가한 올림픽 칠레 선수단이다.

## 알파인 스키
- 디에테르 린네베르그
- 닐스 린네베르그
- 파울로 오플리게르
- 마우리시오 로텔라
- 후안 파블로 산티아고스

## 참조
- 올림픽 공식 결과 보관됨 2012-02-04 - 웨이백 머신